# Аеродром Астана
Међународни аеродром „Нурсултан Назарбајев” Астана (каз. Астана Нұрсұлтан Назарбаев Халықаралық Әуежайы, рус. Международный аэропорт Астаны Нурсулта́н Назарба́ев) је међународни аеродром главног града Казахстана, Астане у средишњем делу државе. Од средишта града аеродром је удаљен 12 km југоисточно. 
Ваздушна лука Астане је авио-чвориште за националног авио-превозника „Ер Астана”, док је значајан за „ФлајАристан”. 
Аеродром у Астани је други по промету и путника и робе у Казахстану, после аеродрома у Алма Ати. 2024. године кроз њега је прошло преко 8,3 милиона путника. 